# Délégation de Spolète

La délégation apostolique de Spolete fut une subdivision administrative de l’État pontifical, instituée en 1816 par le pape Pie VII sur le territoire de l'Ombrie et de la Sabina.

## Historique
Dans sa configuration définitive, elle confinait au nord avec les délégations de Pérouse et Camerino, à l’est avec la délégation d'Ascoli, au sud ave la délégation de Rieti et le royaume des Deux-Siciles et à l’ouest avec la délégation de Viterbe.
C’était une délégation de 2e classe qui, à la suite de la réforme administrative de Pie IX du 22 novembre 1850, a été fusionnée dans la légation de l'Ombrie (III Légation).
Après l’unification italienne et par l’application du décret Pepoli (13 décembre 1860), elle fut annexée à la 
province de l'Ombrie.

## Source de traduction
- (it) Cet article est partiellement ou en totalité issu de l’article de Wikipédia en italien intitulé « delegazione apostolica di Spoleto » (voir la liste des auteurs) le 15/07/2012.